# Górna Grupa
Górna Grupa is een plaats in het Poolse district  Świecki, woiwodschap Koejavië-Pommeren. De plaats maakt deel uit van de gemeente Dragacz en telt 580 inwoners.

## Verkeer en vervoer
- Station Górna Grupa